# サマリウム鉄窒素磁石
サマリウム鉄窒素磁石（サマリウムてつちっそじしゃく、samarium-iron-nitrogen magnet）は、サマリウムと鉄と窒素で構成されている希土類磁石（レアアース磁石）である。
Sm2Fe17NXは保磁力がNd-Fe-B系材料の5倍程度と高いものの、550℃以上で分解してしまうため、ネオジム磁石のように焼結が出来ないことから、現状ではボンド磁石として使われている。結合材の分だけ磁粉の充填率が下がるため、最大エネルギー積がNd-Fe-B系焼結磁石の半分以下に留まっており、保磁力の高さを活かしきれていない。

## 属性
- 強い磁力（サイズが大きいほど磁力は強い）
- ネオジム磁石で必要だった希土類元素(特にジスプロシウム)の使用を低減できる。